# Sten Johansson
 (octobre 2020).
Si vous disposez d'ouvrages ou d'articles de référence ou si vous connaissez des sites web de qualité traitant du thème abordé ici, merci de compléter l'article en donnant les références utiles à sa vérifiabilité et en les liant à la section « Notes et références ».
Pour les articles homonymes, voir Johansson.
Sten Johansson (né en 1950) est un auteur suédois qui écrit originellement en espéranto. Né à Kalmar, en Suède, il a commencé à apprendre l'espéranto en 1966 et a commencé à traduire des œuvres suédoises à partir de 1982.
Ses premiers textes écrits directement en espéranto sont apparus en 1986. Il écrit principalement des nouvelles, des histoires policières et des textes faciles. Ses écrits ont paru dans les revues telles que Fonto (eo), Literatura Foiro (« Foire littéraire »), le mensuel Monato, La Ondo de Esperanto, la revue satirique La KancerKliniko (eo) (« la Clinique du cancer »), La Espero (« L'Espoir »), Kvinpinto (« à cinq pointes »), Libera Folio (Feuille libre). Il est également à l'origine du site le plus complet sur la littérature en espéranto.
En 2018 il a reçu le Prix Grabowski (eo) pour l’ensemble de ses œuvres et leurs valeurs pour la culture espérantophone, ainsi que pour ses textes qui aident d’autres personnes à écrire.
Il vit actuellement à Norrköping, où il travaille dans l'administration de la ville sur les statistiques, les prévisions et les analyses des services publics.

## Biographie

### Œuvres originales
- Denaska kongresano (recueil de nouvelles 1992)
- Ĝis revido, krokodilido! (recueil de nouvelles 1996)
- Interkona mateno (théâtre 1996)
- Mistero ĉe Nigra Lago (roman pour enfants 1997)
- Falĉita kiel fojno (roman policier 1997)
- Trans maro kaj morto (roman policier 1999)
- Neĝo kaŝas nur... (roman policier 2001)
- La krimo de Katrina (récit facile à lire 2001)
- Dis! (roman 2001)
- Kion ajn (récit facile à lire 2002)
- Vojaĝo kun Katrina (récit facile à lire 2002)
- Memor' mortiga (roman policier 2003)
- Katrina malfruas (récit facile à lire 2004)
- Pasteĉo (25 exercices de style 2005)
- Amaro (recueil de nouvelles 2005)
- Kroze - proze (recueil d'essais sur la littérature en espéranto, 2013)
- Marina, Mondial, Novjorko, 2013, 187 p.  (ISBN 978-1-59569-271-9).
- Skabio (roman policier 2015)
- El ombro de l’ tempo (roman 2017)

Certaines de ses nouvelles ont paru dans Tempo fuĝas (1995), Sferoj 10 (2000), Fervoja katastrofo (2000), Mondoj (2001) et La Deka logo (2001).

### Œuvres traduites
- Hjalmar Söderberg : La kiso kaj 13 aliaj noveloj (1995)
- Pär Lagerkvist, Eyvind Johnson, Harry Martinson : Nobela novelaro. (1995)
- Torgny Lindgren : La beleco de Merab. (recueil de nouvelles 1995)
- En la realo troviĝas truo. Nuntempa sveda novelarto (1996)
- Torgny Lindgren : La vojo de serpento sur roko. (roman 1997)
- Benjamin Jacobsen : Inter tero kaj ĉielo. Kvin gajaj memoroj (facil-legaj noveloj 1997)
- Carl Jonas Love Almqvist : Tio konvenas! (petit roman 1998)
- Hjalmar Söderberg : Doktoro Glas. (roman 1998)
- Hjalmar Söderberg : La pelto kaj 14 aliaj noveloj (1999)
- August Strindberg : Sonĝodramo (drame 1999)
- Selma Lagerlöf : Le Merveilleux Voyage de Nils Holgersson (2002)
- August Strindberg : Insulanoj de Hemsö (roman 2005)